# 千葉市立轟町小学校
千葉市立轟町小学校（ちばしりつ とどろきちょうしょうがっこう）は、千葉県千葉市稲毛区轟町三丁目にある公立小学校。千葉市立弥生小学校の分校として開校された。

## 沿革
- 1956年(昭和31年)
  - 4月 - 弥生小学校分校として発足
  - 9月 - 轟町小学校として独立、弥生小学校より残留学級移転
- 1957年(昭和32年)5月 - PTA結成
- 1958年(昭和33年)
  - 1月 - 第三期工事の六教室落成
  - 3月 - 給食室完成
  - 4月 - 穴川が学区に編入
- 1959年(昭和34年)
  - 7月 - プール完成
  - 12月 - 第四期工事の四教室を落成
- 1961年(昭和36年)4月 - 第五期工事の四教室落成
- 1962年(昭和37年)
  - 4月 - 給食研究学校
  - 6月 - 校舎落成式
  - 7月 - プール付属建物増改築完成

## 通学区域
| 通学区域                                | 主な施設     |
| --------------------------------------- | ------------ |
| 稲毛区轟町1～5丁目                      | 千葉経済大学 |
| 稲毛区穴川1～4丁目(3丁目11～13番を除く) | 稲毛区役所   |
| 稲毛区穴川町                            | 特になし     |
| 稲毛区弥生町1番144号                    | 特になし     |